# Marc-Aurèle Vecchione
Marc-Aurèle Vecchione, également connu sous le pseudonyme d'« Orel », (né en 1972 à Paris) est un réalisateur français de films documentaires.

## Biographie
Marc-Aurèle Vecchione est devenu un graffeur très actif à la fin des années 1980. À la même époque, il intègre les « chasseurs de skins ». Il entre ensuite à l’École nationale supérieure d'architecture, puis est devenu documentariste à partir de 2000. Il a cofondé Résistance Films,,,.

## Filmographie
Marc-Aurèle Vecchione a réalisé plusieurs films,, :
Documentaires
- 2004 : Writers 1983-2003, Vincent Cassel, narration, MB production
- 2008 : Antifa, chasseurs de skins, Résistance Films
- 2008 : Black Music : Des chaînes de fer aux chaînes en or, Program 33, ARTE France
- 2010 : Assassin à l'Olympia 2009
- 2014 : Tattoos, tous tatoués !, ARTE France, Éditions Montparnasse, ARTE VOD
- 2014 : Bboy, une histoire du breakdancing, Arte
- 2015 : Cheveux en bataille, Gédéon Programmes, ARTE France
- 2015 : Underground Kontrol
- 2018 : Capturing a Culture, Arte & Résistance Films

Fictions
- 2017 : Star, Résistance Films[8]